# Biathlon aux Jeux olympiques de 2010 – Relais femmes
Navigation
Turin 2006 Sotchi 2014
L'épreuve féminine du relais 4 x 6 km aux Jeux olympiques d'hiver de 2010 a lieu le 23 février 2010 au Parc olympique de Whistler. Le relais est remporté par les Russes devant les Françaises et les Allemandes.

## Médaillés
| Or                     | Argent                   | Bronze                    |
| Russie - Olga Zaïtseva | France - Sandrine Bailly | Allemagne - Andrea Henkel |

## Résultats
La course commence à 11 h 30.
| Rang                                | Dossard | Équipes                                                                                 | Pénalités (Tours+Pioches)               | Temps                                                                     | Retard        |
| ----------------------------------- | ------- | --------------------------------------------------------------------------------------- | --------------------------------------- | ------------------------------------------------------------------------- | ------------- |
| Médaille d'or, Jeux olympiques      | 1       | Russie Svetlana Sleptsova Anna Bogali-Titovets Olga Medvedtseva Olga Zaïtseva           | 0+2 0+3 0+0 0+0 0+1 0+1 0+0 0+0 0+1 0+2 | 1 h 09 min 36 s 3 17 min 24 s 4 17 min 17 s 3 17 min 27 s 7 17 min 26 s 9 |               |
| Médaille d'argent, Jeux olympiques  | 4       | France Marie-Laure Brunet Sylvie Becaert Marie Dorin Sandrine Bailly                    | 2+4 0+4 0+0 0+2 0+0 0+1 2+3 0+1 0+1 0+0 | 1 h 10 min 09 s 1 17 min 22 s 6 17 min 17 s 6 18 min 34 s 2 16 min 54 s 7 | +32 s 8       |
| Médaille de bronze, Jeux olympiques | 2       | Allemagne Kati Wilhelm Simone Hauswald Martina Beck Andrea Henkel                       | 0+2 0+3 0+1 0+0 0+0 0+0 0+1 0+1 0+0 0+2 | 1 h 10 min 13 s 4 17 min 26 s 0 17 min 16 s 2 18 min 12 s 0 17 min 19 s 2 | +37 s 1       |
| 4                                   | 5       | Norvège Liv-Kjersti Eikeland Ann Kristin Flatland Solveig Rogstad Tora Berger           | 0+1 0+2 0+0 0+2 0+0 0+0 0+1 0+0         | 1 h 10 min 34 s 1 18 min 20 s 4 16 min 52 s 6 18 min 21 s 2 16 min 59 s 9 | +57 s 8       |
| 5                                   | 3       | Suède Elisabeth Högberg Anna Carin Olofsson-Zidek Anna Maria Nilsson Helena Jonsson     | 0+2 0+1 0+0 0+1 0+0 0+0 0+2 0+0 0+0 0+0 | 1 h 10 min 47 s 2 17 min 46 s 7 17 min 25 s 9 18 min 16 s 8 17 min 17 s 8 | +1 min 10 s 9 |
| 6                                   | 7       | Ukraine Olena Pidhrushna Valj Semerenko Oksana Khvostenko Vita Semerenko                | 0+2 0+6 0+0 0+1 0+1 0+3 0+1 0+0 0+0 0+2 | 1 h 11 min 08 s 2 17 min 36 s 9 17 min 56 s 3 17 min 44 s 7 17 min 50 s 3 | +1 min 31 s 9 |
| 7                                   | 8       | Biélorussie Liudmila Kalinchik Darya Domracheva Olga Kudrashova Nadezhda Skardino       | 0+1 0+2 0+1 0+1 0+0 0+1 0+0 0+0         | 1 h 11 min 34 s 0 17 min 40 s 0 17 min 28 s 7 18 min 27 s 4 17 min 57 s 9 | +1 min 57 s 7 |
| DSQ*                                | 12      | Slovénie Dijana Ravnikar Andreja Mali Tadeja Brankovič-Likozar *Teja Gregorin           | 0+4 0+2 0+0 0+1 0+1 0+1 0+2 0+0 0+1 0+0 | 1 h 12 min 02 s 4 17 min 50 s 4 18 min 18 s 2 18 min 07 s 8 17 min 46 s 0 | +2 min 26 s 1 |
| 8                                   | 6       | Chine Wang Chunli Liu Xianying Kong Yingchao Song Chaoqing                              | 0+2 0+6 0+1 0+2 0+1 0+1 0+0 0+3 0+0 0+0 | 1 h 12 min 16 s 9 17 min 44 s 7 17 min 47 s 7 19 min 10 s 4 17 min 34 s 1 | +2 min 40 s 6 |
| 9                                   | 10      | Roumanie Dana Plotogea Éva Tófalvi Mihaela Purdea Réka Ferencz                          | 0+1 0+6 0+0 0+1 0+0 0+2 0+1 0+3 0+0 0+0 | 1 h 12 min 32 s 9 18 min 10 s 6 17 min 47 s 8 18 min 23 s 2 18 min 11 s 3 | +2 min 56 s 6 |
| 10                                  | 17      | Italie Michela Ponza Katja Haller Karin Oberhofer Roberta Fiandino                      | 0+4 0+4 0+1 0+1 0+0 0+0 0+0 0+2 0+3 0+1 | 1 h 12 min 54 s 2 18 min 20 s 5 17 min 58 s 2 18 min 19 s 3 18 min 16 s 2 | +3 min 17 s 9 |
| 11                                  | 11      | Pologne Krystyna Pałka Magdalena Gwizdoń Weronika Nowakowska Agnieszka Cyl              | 0+5 1+7 0+2 0+2 0+3 1+3 0+0 0+1         | 1 h 12 min 54 s 3 18 min 21 s 2 19 min 10 s 2 17 min 55 s 7 17 min 27 s 2 | +3 min 18 s 0 |
| 12                                  | 15      | Slovaquie Martina Halinárová Anastasia Kuzmina Natália Prekopová Jana Gereková          | 0+2 1+9 0+1 0+2 0+0 0+1 0+0 1+3 0+1 0+3 | 1 h 13 min 15 s 8 18 min 27 s 1 17 min 09 s 3 19 min 41 s 7 17 min 57 s 7 | +3 min 39 s 5 |
| 13                                  | 9       | Kazakhstan Ielena Khroustaliova Anna Lebedeva Lyubov Filimonova Marina Lebedeva         | 0+4 0+5 0+0 0+1 0+1 0+1 0+1 0+2 0+2 0+1 | 1 h 13 min 42 s 9 17 min 42 s 1 18 min 00 s 8 18 min 52 s 6 19 min 07 s 4 | +4 min 06 s 6 |
| 14                                  | 18      | Canada Megan Imrie Zina Kocher Rosanna Crawford Megan Tandy                             | 1+7 0+5 0+1 0+3 0+2 0+1 1+3 0+0 0+1 0+1 | 1 h 14 min 25 s 5 18 min 18 s 9 18 min 04 s 9 19 min 50 s 9 18 min 10 s 8 | +4 min 49 s 2 |
| 15                                  | 14      | République tchèque Veronika Vítková Magda Rezlerová Gabriela Soukalová Zdeňka Vejnarová | 2+4 1+6 0+1 0+1 0+0 1+3 0+0 0+1 2+3 0+1 | 1 h 14 min 37 s 5 17 min 51 s 1 18 min 25 s 9 18 min 23 s 7 19 min 56 s 8 | +5 min 01 s 2 |
| 16                                  | 19      | États-Unis Sara Studebaker Lanny Barnes Haley Johnson Laura Spector                     | 1+8 0+4 0+1 0+0 0+1 0+1 0+3 0+0 1+3 0+3 | 1 h 15 min 47 s 5 17 min 53 s 2 18 min 52 s 5 19 min 01 s 5 20 min 00 s 3 | +6 min 11 s 2 |
| 17                                  | 16      | Estonie Kadri Lehtla Eveli Saue Sirli Hanni Kristel Viigipuu                            | 2+9 0+7 0+2 0+2 0+1 0+1 1+3 0+1 1+3 0+3 | 1 h 17 min 55 s 5 18 min 49 s 8 18 min 15 s 4 20 min 06 s 6 20 min 43 s 7 | +8 min 19 s 2 |
| 18                                  | 13      | Lettonie Žanna Juškāne Madara Līduma Līga Glāzere Gerda Krūmiņa                         | 2+5 2+7 2+3 0+2 0+1 0+1 0+0 2+3 0+1 0+1 | 1 h 18 min 56 s 2 21 min 06 s 7 18 min 09 s 7 20 min 51 s 6 18 min 48 s 2 | +9 min 19 s 9 |